# Elecciones presidenciales de Estados Unidos de 2024 en Iowa
Las elecciones presidenciales de Estados Unidos de 2024 en Iowa se llevaron a cabo el 5 de noviembre de 2024, como parte de las elecciones presidenciales de Estados Unidos de 2024. Los votantes de Iowa eligieron a los seis electores que los representarían en el Colegio Electoral mediante votación popular.
Iowa, un estado del Medio Oeste que durante décadas se consideró un campo de batalla y un estado de referencia, votó significativamente más por los republicanos que el resto del país tanto en 2016 como en 2020 y ahora se considera un estado moderadamente republicano a nivel federal y estatal.

## Resultados

### Generales
| Partido                       | Partido                 | Candidato                        | Votos     | %     |
| ----------------------------- | ----------------------- | -------------------------------- | --------- | ----- |
|                               | Republicano             | Donald Trump                     | 927,019   | 55.73 |
|                               | Demócrata               | Kamala Harris                    | 707,278   | 42.52 |
|                               | Nosotros el Pueblo      | Robert F. Kennedy Jr. (retirado) | 13,122    | 0.79  |
|                               | Libertario              | Chase Oliver                     | 7,218     | 0.43  |
|                               | Socialismo y Liberación | Claudia De la Cruz               | 1,427     | 0.09  |
|                               | Independiente           | Shiva Ayyadurai                  | 424       | 0.03  |
|                               | Socialista              | Bill Stodden                     | 361       | 0.02  |
| Escritos                      | Escritos                | Escritos                         | 6,657     | 0.4   |
|                               |                         |                                  |           |       |
| Total                         | Total                   | Total                            | 1,663,506 | 100   |
| Participación                 | Participación           | Participación                    | 1,663,506 | 73.84 |
| Registrados                   | Registrados             | Registrados                      | 2,252,959 |       |
|                               |                         |                                  |           |       |
| Fuente: Iowa Election Results |                         |                                  |           |       |

### Por condado
|               | Trump Republicano | Trump Republicano | Harris Demócrata | Harris Demócrata | Total       | Margen | Margen |
| Condado       | Votos             | %                 | Votos            | %                | Total       | Votos  | %      |
| ------------- | ----------------- | ----------------- | ---------------- | ---------------- | ----------- | ------ | ------ |
| Adair         | 2,916             | 71.47             | 1,086            | 26.62            | 4,080       |        |        |
| Adams         | 1,517             | 71.05             | 576              | 26.98            | 2,135       |        |        |
| Allamakee     | 4,857             | 66.37             | 2,350            | 32.11            | 7,318       |        |        |
| Appanoose     | 4,704             | 72.55             | 1,686            | 26.00            | 6,484       |        |        |
| Audubon       | 2,214             | 68.14             | 970              | 29.86            | 3,249       |        |        |
| Benton        | 9,549             | 65.81             | 4,739            | 32.66            | 14,509      |        |        |
| Black Hawk    | 30,572            | 48.60             | 31,299           | 49.76            | 62,906      |        |        |
| Boone         |                   |                   |                  |                  | En curso... |        |        |
| Bremer        |                   |                   |                  |                  | En curso... |        |        |
| Buchanan      |                   |                   |                  |                  | En curso... |        |        |
| Buena Vista   |                   |                   |                  |                  | En curso... |        |        |
| Butler        |                   |                   |                  |                  | En curso... |        |        |
| Calhoun       |                   |                   |                  |                  | En curso... |        |        |
| Carroll       |                   |                   |                  |                  | En curso... |        |        |
| Cass          |                   |                   |                  |                  | En curso... |        |        |
| Cedar         |                   |                   |                  |                  | En curso... |        |        |
| Cerro Gordo   |                   |                   |                  |                  | En curso... |        |        |
| Cherokee      |                   |                   |                  |                  | En curso... |        |        |
| Chickasaw     |                   |                   |                  |                  | En curso... |        |        |
| Clarke        |                   |                   |                  |                  | En curso... |        |        |
| Clay          |                   |                   |                  |                  | En curso... |        |        |
| Clayton       |                   |                   |                  |                  | En curso... |        |        |
| Clinton       |                   |                   |                  |                  | En curso... |        |        |
| Crawford      |                   |                   |                  |                  | En curso... |        |        |
| Dallas        |                   |                   |                  |                  | En curso... |        |        |
| Davis         |                   |                   |                  |                  | En curso... |        |        |
| Decatur       |                   |                   |                  |                  | En curso... |        |        |
| Delaware      |                   |                   |                  |                  | En curso... |        |        |
| Des Moines    |                   |                   |                  |                  | En curso... |        |        |
| Dickinson     |                   |                   |                  |                  | En curso... |        |        |
| Dubuque       |                   |                   |                  |                  | En curso... |        |        |
| Emmet         |                   |                   |                  |                  | En curso... |        |        |
| Fayette       |                   |                   |                  |                  | En curso... |        |        |
| Floyd         |                   |                   |                  |                  | En curso... |        |        |
| Franklin      |                   |                   |                  |                  | En curso... |        |        |
| Fremont       |                   |                   |                  |                  | En curso... |        |        |
| Greene        |                   |                   |                  |                  | En curso... |        |        |
| Grundy        |                   |                   |                  |                  | En curso... |        |        |
| Guthrie       |                   |                   |                  |                  | En curso... |        |        |
| Hamilton      |                   |                   |                  |                  | En curso... |        |        |
| Hancock       |                   |                   |                  |                  | En curso... |        |        |
| Hardin        |                   |                   |                  |                  | En curso... |        |        |
| Harrison      |                   |                   |                  |                  | En curso... |        |        |
| Henry         |                   |                   |                  |                  | En curso... |        |        |
| Howard        |                   |                   |                  |                  | En curso... |        |        |
| Humboldt      |                   |                   |                  |                  | En curso... |        |        |
| Ida           |                   |                   |                  |                  | En curso... |        |        |
| Iowa          |                   |                   |                  |                  | En curso... |        |        |
| Jackson       |                   |                   |                  |                  | En curso... |        |        |
| Jasper        |                   |                   |                  |                  | En curso... |        |        |
| Jefferson     |                   |                   |                  |                  | En curso... |        |        |
| Johnson       |                   |                   |                  |                  | En curso... |        |        |
| Jones         |                   |                   |                  |                  | En curso... |        |        |
| Keokuk        |                   |                   |                  |                  | En curso... |        |        |
| Kossuth       |                   |                   |                  |                  | En curso... |        |        |
| Lee           |                   |                   |                  |                  | En curso... |        |        |
| Linn          |                   |                   |                  |                  | En curso... |        |        |
| Louisa        |                   |                   |                  |                  | En curso... |        |        |
| Lucas         |                   |                   |                  |                  | En curso... |        |        |
| Lyon          |                   |                   |                  |                  | En curso... |        |        |
| Madison       |                   |                   |                  |                  | En curso... |        |        |
| Mahaska       |                   |                   |                  |                  | En curso... |        |        |
| Marion        |                   |                   |                  |                  | En curso... |        |        |
| Marshall      |                   |                   |                  |                  | En curso... |        |        |
| Mills         |                   |                   |                  |                  | En curso... |        |        |
| Mitchell      |                   |                   |                  |                  | En curso... |        |        |
| Monona        |                   |                   |                  |                  | En curso... |        |        |
| Monroe        |                   |                   |                  |                  | En curso... |        |        |
| Montgomery    |                   |                   |                  |                  | En curso... |        |        |
| Muscatine     |                   |                   |                  |                  | En curso... |        |        |
| O'Brien       |                   |                   |                  |                  | En curso... |        |        |
| Osceola       |                   |                   |                  |                  | En curso... |        |        |
| Page          |                   |                   |                  |                  | En curso... |        |        |
| Palo Alto     |                   |                   |                  |                  | En curso... |        |        |
| Plymouth      |                   |                   |                  |                  | En curso... |        |        |
| Pocahontas    |                   |                   |                  |                  | En curso... |        |        |
| Polk          |                   |                   |                  |                  | En curso... |        |        |
| Pottawattamie |                   |                   |                  |                  | En curso... |        |        |
| Poweshiek     |                   |                   |                  |                  | En curso... |        |        |
| Ringgold      |                   |                   |                  |                  | En curso... |        |        |
| Sac           |                   |                   |                  |                  | En curso... |        |        |
| Scott         |                   |                   |                  |                  | En curso... |        |        |
| Shelby        |                   |                   |                  |                  | En curso... |        |        |
| Sioux         |                   |                   |                  |                  | En curso... |        |        |
| Story         |                   |                   |                  |                  | En curso... |        |        |
| Tama          |                   |                   |                  |                  | En curso... |        |        |
| Taylor        |                   |                   |                  |                  | En curso... |        |        |
| Union         |                   |                   |                  |                  | En curso... |        |        |
| Van Buren     |                   |                   |                  |                  | En curso... |        |        |
| Wapello       |                   |                   |                  |                  | En curso... |        |        |
| Warren        |                   |                   |                  |                  | En curso... |        |        |
| Washington    |                   |                   |                  |                  | En curso... |        |        |
| Wayne         |                   |                   |                  |                  | En curso... |        |        |
| Webster       |                   |                   |                  |                  | En curso... |        |        |
| Winnebago     |                   |                   |                  |                  | En curso... |        |        |
| Winneshiek    |                   |                   |                  |                  | En curso... |        |        |
| Woodbury      |                   |                   |                  |                  | En curso... |        |        |
| Worth         |                   |                   |                  |                  | En curso... |        |        |
| Wright        |                   |                   |                  |                  | En curso... |        |        |